# Thabo Moloi
Thabo Joy Moloi (Vereeniging, 23 maart 1994) is een Zuid-Afrikaans voetballer die doorgaans speelt als rechtsback. In januari 2022 verruilde hij JDR Stars voor TTM.

## Carrière
Moloi sloot zich in 2006 aan bij de jeugdopleiding van Supersport United. In januari 2013 werd de verdediger overgeheveld naar de eerste selectie en op 13 februari mocht hij zijn debuut maken voor de club. Op die dag werd er met 1–0 verloren van Orlando Pirates en Moloi begon aan het duel als rechtsbuiten. Hij speelde de volledige negentig minuten mee. Bij aanvang van het seizoen 2013/14 werd de rechtsback verkozen tot Talent van het Jaar van de club en hij kreeg het rugnummer 2 toegewezen. In 2015 werd hij op huurbasis gestald bij AmaZulu. Het seizoen erna werd Moloi opnieuw verhuurd, nu aan University of Pretoria. Na dit seizoen verliet hij SuperSport United. In 2019 vond Moloi in Pretoria Callies een nieuwe werkgever. Deze verliet hij in januari 2022 voor JDR Stars en in de zomer van dat jaar vertrok hij naar TTM.

## Clubstatistieken
| Seizoen | Club                     | Competitie            | Competitie | Competitie | Beker | Beker | Internationaal | Internationaal | Totaal | Totaal |
| Seizoen | Club                     | Competitie            | Wed.       | Dlp.       | Wed.  | Dlp.  | Wed.           | Dlp.           | Wed.   | Dlp.   |
| ------- | ------------------------ | --------------------- | ---------- | ---------- | ----- | ----- | -------------- | -------------- | ------ | ------ |
| 2012/13 | Supersport United        | Premier Soccer League | 11         | 0          | 3     | 0     | —              | —              | 14     | 0      |
| 2013/14 | Supersport United        | Premier Soccer League | 14         | 0          | 4     | 0     | —              | —              | 18     | 0      |
| 2014/15 | Supersport United        | Premier Soccer League | 20         | 0          | 7     | 0     | —              | —              | 27     | 0      |
| 2015/16 | → AmaZulu                | First Division        | 17         | 0          | 1     | 0     | —              | —              | 18     | 0      |
| 2016/17 | → University of Pretoria | Premier Soccer League | 9          | 0          | 1     | 0     | —              | —              | 10     | 0      |
| Totaal  | Totaal                   | Totaal                | 71         | 0          | 16    | 0     | 0              | 0              | 87     | 0      |

Bijgewerkt op 28 december 2024.